# S.O.S. Mamis: La película
S.O.S. Mamis: La película es una película de comedia chilena de 2022 dirigida por Gabriela Sobarzo y escrita por Mirella Granucci y Aníbal Herrera. Protagonizada por Loreto Aravena, Paz Bascuñán, Tamara Acosta, María Elena Swett y Jenny Cavallo. Está basada en la serie web S.O.S. Mamis de las productoras Tiki Group y Elefantec Global que sirve como un spin-off de la misma. Se estrenó el 18 de marzo de 2022 en Amazon Prime Video.

## Sinopsis
Por medio de un grupo de WhatsApp, un grupo de 5 mujeres comentan y chismean cosas referentes a sus vidas y la de sus hijos. Entre esas charlas, se da la noticia de que una de sus integrantes tiene una deuda con la escuela, todas deciden ayudarla, sin saber que las cosas que tendrán que hacer serán absolutamente inusuales.

## Reparto
Los actores que participaron en esta película son:
- Loreto Aravena como Luna
- Paz Bascuñán como Trini
- Tamara Acosta como Milagros
- María Elena Swett como Julia
- Jenny Cavallo como Clarita
- Ignacia Allamand como María Gracia
- Ricardo Fernández Flores como Chancho
- Marcial Tagle como Andrés
- Igal Furman como Father Anthony
- Cristina Aburto como Directora
- Pablo Zúñiga como Hernán
- Lorena Capetillo como Capitana
- Edison Díaz como Subteniente
- Alondra Venezuela como Greta
- Matteo Sepúlveda Silva como Inti
- Santiago B. Swett como Dante
- Leonor Asensio Bascuñán como Sofía
- Florencia Massardo Cavallo como Blanquita
- Steffi Lutz como Stefanie
- Jaime Bandayrel como James
- Gabriela Sobarzo como Madrina
- Berni Traub como María José
- Carola Krebs como Carla
- Javiera Gallo como Javiera
- Lina Baldessari como Mirella
- Fernando Alé como Asaltante 1
- Chepo Sepúlveda como Asaltante 2